# Basilique Saints-Maurice-et-Lazare
La basilique Saints-Maurice-et-Lazare (Basilica dei Santi Maurizio e Lazzaro en italien) est une église et basilique mineure de style baroque située à Turin, en Italie.